# Teatro Nacional de Cuba

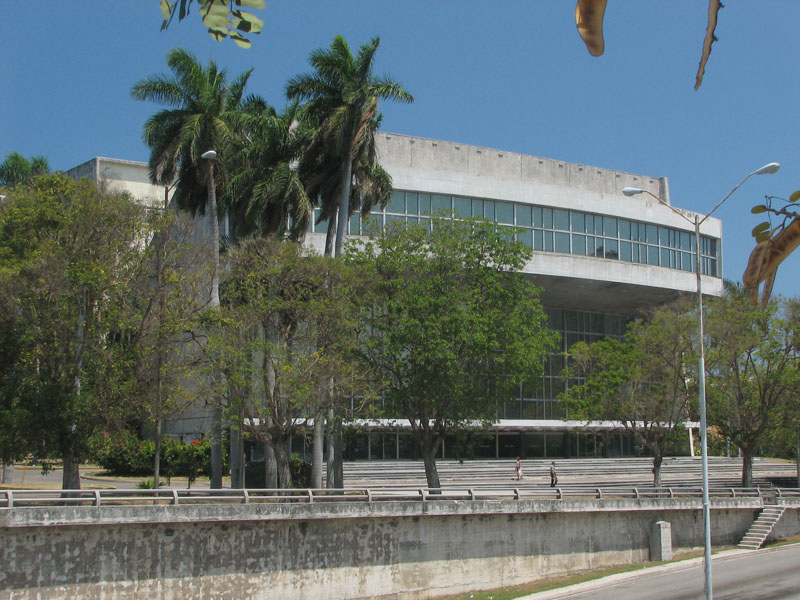
Teatro Nacional de Cuba

Teatro Nacional de Cuba (deutsch Nationaltheater von Kuba) ist ein modernes Gebäude auf der Plaza de la Revolución in Havanna, Kuba.
Die Arbeiten an dem Gebäude begannen 1951. Es wurde 1960 eröffnet und 1979 nach seiner vollständigen Restaurierung anlässlich einer Gala für Delegationen zu einem Gipfeltreffen der Bewegung der Blockfreien Staaten wiedereröffnet. 
Es ist einer der wichtigsten kulturellen Orte Havannas. Es fördert Tanz, Theater für Erwachsene und Kinder, Musik und bildende Kunst. Das Teatro Nacional mit zwei großen Konzertsälen, Avellaneda, mit 2500 Sitzplätzen und Covarrubias für 800 sowie dem Café Cantante für 240 Personen ist eines der größten Theater der Stadt. Das Gebäude ist von Gärten mit Teichen, verwinkelten Wegen und Skulpturen von kubanischen Künstlern umgeben. 
Der größte Raum wurde nach Gertrudis Gómez de Avellaneda, der kleinste nach dem kubanischen Schauspieler Francisco Covarrubias (1775–1850) benannt.